# Frederik Du Chau
Frederic Du Chau, né le 15 mai 1965 à Gand (province de Flandre-Orientale), est un réalisateur, scénariste,  producteur de cinéma et auteur de bande dessinée belge.

## Biographie
Frederic Du Chau naît le 15 mai 1965 à Gand,. Il grandit dans cette ville. Il étudie l'animation à l'Académie royale des beaux-arts de Gand, où il a pour professeur Raoul Servais. 
En 2023, il sort le roman graphique Ameluna Climate Detective Agency.
Il vit et travaille actuellement à San Francisco, en Californie.

## Filmographie
Sauf indication contraire, les informations mentionnées dans cette section peuvent être confirmées par les bases de données cinématographiques IMDb et Allociné,  présentes dans la section « Liens externes ».

### Réalisateur
- 1987 : Het mysterie van het lam
- 1998 : Excalibur, l'épée magique (Quest for Camelot)
- 2005 : Zig Zag, l'étalon zébré (Racing Stripes)
- 2007 : Underdog, chien volant non identifié.

### Scénariste
- 2005 : Zig Zag, l'étalon zébré de lui-même.

### Animateur
- 1989 : SOS Polluards (non crédité)
- 1991 : Homère le roi des cabots (Rover Dangerfield) de James L. George et Bob Seeley
- 1992 : Tom et Jerry, le film (Tom and Jerry : The Movie) de Phil Roman
- 1995 : Le Petit Dinosaure : La Source miraculeuse (The Land Before Time III: The Time of the Great Giving) de Roy Allen Smith (en).